# Anta-Izcuchaca
Anta es un pueblo peruano. Es asimismo capital del distrito de Anta y la provincia de Anta en la región Cusco. 
Tiene una población de 669 habitantes en el año 1991. Está a una altitud de 3345 m s. n. m. y situado a unos 26 kilómetros de la ciudad del Cusco. Su mayor extensión está en el distrito de Anta.

## Clima
| Parámetros climáticos promedio de Anta (territorios entre 3000 - 3500 m s. n. m.). | Parámetros climáticos promedio de Anta (territorios entre 3000 - 3500 m s. n. m.). | Parámetros climáticos promedio de Anta (territorios entre 3000 - 3500 m s. n. m.). | Parámetros climáticos promedio de Anta (territorios entre 3000 - 3500 m s. n. m.). | Parámetros climáticos promedio de Anta (territorios entre 3000 - 3500 m s. n. m.). | Parámetros climáticos promedio de Anta (territorios entre 3000 - 3500 m s. n. m.). | Parámetros climáticos promedio de Anta (territorios entre 3000 - 3500 m s. n. m.). | Parámetros climáticos promedio de Anta (territorios entre 3000 - 3500 m s. n. m.). | Parámetros climáticos promedio de Anta (territorios entre 3000 - 3500 m s. n. m.). | Parámetros climáticos promedio de Anta (territorios entre 3000 - 3500 m s. n. m.). | Parámetros climáticos promedio de Anta (territorios entre 3000 - 3500 m s. n. m.). | Parámetros climáticos promedio de Anta (territorios entre 3000 - 3500 m s. n. m.). | Parámetros climáticos promedio de Anta (territorios entre 3000 - 3500 m s. n. m.). | Parámetros climáticos promedio de Anta (territorios entre 3000 - 3500 m s. n. m.). |
| Mes                                                                                | Ene.                                                                               | Feb.                                                                               | Mar.                                                                               | Abr.                                                                               | May.                                                                               | Jun.                                                                               | Jul.                                                                               | Ago.                                                                               | Sep.                                                                               | Oct.                                                                               | Nov.                                                                               | Dic.                                                                               | Anual                                                                              |
| ---------------------------------------------------------------------------------- | ---------------------------------------------------------------------------------- | ---------------------------------------------------------------------------------- | ---------------------------------------------------------------------------------- | ---------------------------------------------------------------------------------- | ---------------------------------------------------------------------------------- | ---------------------------------------------------------------------------------- | ---------------------------------------------------------------------------------- | ---------------------------------------------------------------------------------- | ---------------------------------------------------------------------------------- | ---------------------------------------------------------------------------------- | ---------------------------------------------------------------------------------- | ---------------------------------------------------------------------------------- | ---------------------------------------------------------------------------------- |
| Temp. máx. media (°C)                                                              | 18.2                                                                               | 17.9                                                                               | 18.1                                                                               | 18.8                                                                               | 18.6                                                                               | 18.4                                                                               | 18.1                                                                               | 19.2                                                                               | 19.1                                                                               | 20.2                                                                               | 19.9                                                                               | 18.7                                                                               | 18.8                                                                               |
| Temp. media (°C)                                                                   | 11.7                                                                               | 11.7                                                                               | 11.7                                                                               | 11.4                                                                               | 10.2                                                                               | 9                                                                                  | 8.8                                                                                | 9.8                                                                                | 11.1                                                                               | 12.2                                                                               | 12.3                                                                               | 12                                                                                 | 11                                                                                 |
| Temp. mín. media (°C)                                                              | 5.3                                                                                | 5.5                                                                                | 5.3                                                                                | 4                                                                                  | 1.9                                                                                | -0.3                                                                               | -0.4                                                                               | 0.4                                                                                | 3.1                                                                                | 4.3                                                                                | 4.8                                                                                | 5.3                                                                                | 3.3                                                                                |
| Fuente: climate-data.org                                                           |                                                                                    |                                                                                    |                                                                                    |                                                                                    |                                                                                    |                                                                                    |                                                                                    |                                                                                    |                                                                                    |                                                                                    |                                                                                    |                                                                                    |                                                                                    |

## Lugares de interés
- Pampas de Anta[2]